# Hazard Pay (Breaking Bad)
"Hazard Pay" es el tercer episodio de la quinta temporada de la serie dramática de televisión estadounidense Breaking Bad, y el episodio 49 en general de la serie. Escrito por Peter Gould y dirigido por Adam Bernstein, se emitió originalmente en AMC en los Estados Unidos el 29 de julio de 2012.

## Trama
Mike y su abogado pasan un día entero visitando a sus antiguos subordinados en la cárcel que están bajo un intenso escrutinio de la policía debido a su asociación con Gus Fring. Mike les asegura que obtendrán su compensación por no decir nada sobre su trabajo con Gus.
Mientras busca una nueva ubicación para un laboratorio de metanfetamina junto con Jesse, Mike y Saul, Walter propone utilizar una empresa de eliminación de plagas para fabricar metanfetamina en secreto en las casas de sus clientes. Vamonos Pest, una empresa local de eliminación de plagas, es perfecta para esto, ya que el propietario y sus empleados ya son delincuentes. Acuerdan facilitar que Walt y Jesse cocinen en las casas. El primer lote en el sitio móvil es un éxito, y luego, Walt finge entusiasmo por la relación de Jesse con Andrea, pero le insinúa que debería romper con ella después de mencionar los problemas que causaría si descubriera su vida secreta si decidiera vivir el resto de sus días con ella.
Marie visita a Skyler en el lavado de autos y mientras le habla del próximo cumpleaños número 51 de Walt, Skyler comienza a encender un cigarrillo. Cuando Marie comienza a confrontarla por fumar, Skyler sufre una crisis nerviosa. Marie confronta a Walt en casa sobre el colapso de Skyler y exige saber la verdad. Walt le cuenta sobre la aventura de Skyler con Ted Beneke y que su colapso se debió al estrés por su reciente accidente.
Mike asigna el dinero ganado del primer lote, pero Walt se enfada cuando gran parte se entrega a los traficantes, mulas, Saul y Vamonos Pest. Walt se enoja aún más cuando se entera del pago de riesgos a los viejos secuaces de Mike, pero finalmente cede. Walt deduce que la cantidad final que los socios se llevaron a casa fue menos de lo que ganaba cuando trabajaba para Gus. Jesse, quien revela que rompió la relación con Andrea, le dice a Walt que "lo estaba viendo mal". Jesse le explica a Walt que con Gus eran empleados, pero como propietarios, en realidad ganaban más teniendo en cuenta el volumen de producción. Walt, sin embargo, insinúa que es posible que deban deshacerse de algunos de los otros miembros del equipo, recordando lo que Gus le hizo a Víctor.

## Producción
Los escritores del programa notaron la habilidad de Charles Baker para tocar el piano y en el episodio, su personaje Skinny Pete toca una intrincada melodía de piano (CPE Bach - Solfeggietto) en un teclado.

## Recepción

### Calificaciones
El episodio fue visto por aproximadamente 2,20 millones de espectadores estadounidenses en su transmisión original, una ligera caída con respecto al episodio anterior.
Allison Keene de Collider originalmente iba a calificar el episodio con una C, pero le dio una B por la "escena de Skinny Pete y el montaje del cocinero", y agregó: "Presentamos a Skinny Pete en 'Hazard Pay' con él bailando ingeniosa e impecablemente una melodía de piano en un teclado en la tienda de música era divertida, pero también profundamente triste". Agregó sobre el cocinero: "Cada temporada, Walt y Jesse parecen encontrar un lugar infalible para cocinar en paz, y siempre tengo una extraña sensación de calma. La casa rodante, el laboratorio y ahora un laboratorio móvil de metanfetamina en casas bombardeadas con insectos. Es un golpe de genialidad, y uno que casi puede ser 'arrancado de los titulares'". Ken Tucker de Entertainment Weekly calificó a "Hazard Pay" como "un episodio maravilloso, lleno de resolución de problemas y ejecución, junto con algunos momentos emocionales comodín". A Tucker le gustó especialmente la escena de la división del dinero de Mike al final del episodio, calificándola de "una lección de economía maravillosamente simple, expuesta claramente tanto para Walter como para Jesse, y para nosotros". 
En 2019, The Ringer clasificó a "Hazard Pay" en el puesto 62 de su ranking de episodios de la serie. Claire McClear escribió que la escena donde Walt conoció a Brock por primera vez, es una demostración de que Walt era "un monstruo ahora, no se equivoquen", considerando que el primero acababa de intentar matar al niño.